# Christo Vatchev (artiste)
 (juillet 2024).
Christo Vatchev, né le 7 janvier 1950 à Pleven (Bulgarie), est un artiste peintre bulgare avec plus de 30 expositions personnelles dans le pays et à l'étranger.

## Biographie
Il est né le 7 janvier 1950 à Pleven.
Il est membre de l'Union des Artistes Bulgares, de l'Académie Internationale d'Art Contemporain du Royaume de Belgique, de l'Artсouncil Kokusai, de Bijitsu Chingikai - Japon, de l'AIAP UNESCO - Paris, France et du Musée des Amériques - USA, Floride. Il a été inclus dans le Livre d'Or du Salon d'Automne de Paris en 1992 et dans le Livre d'Or de l'Académie Internationale d'Art Contemporain de Belgique en 1993. Ses peintures sont exposées à la Galerie Nationale d'Art de Sofia, à la Galerie d'Art Contemporain de Berlin, à la Galerie d'Art d'Osaka, ainsi que dans des collections privées en Autriche, Argentine, Belgique, Allemagne, Grèce, USA, France, Japon.
Les tableaux Danse poétique et Notre Dame de Paris de Christo Vatchev sont inclus dans le prestigieux catalogue Livre d'argent des auteurs du Musée des Deux Amériques, dédié au 25e anniversaire du musée, basé à Miami, aux États-Unis.
Christo Vatchev est docteur honoris causa de l'Académie d'Art Contemporain de Belgique depuis 1995.

## Récompenses et honneurs
- 1993 - Médaille d'or et diplôme de peinture du VIII Grand Prix AIAC de Belgique
- 1994 - Médaille de platine et diplôme de peinture du IX Grand Prix AIAC en Belgique
- 1995 - Médaille d'Or, Diplôme de Peinture, Plaque d'Or et Docteur Honoris Causa décernés par l'Académie d'Art Contemporain de Belgique
- 1996 - Diplôme Artсouncil Kokusai et Prix du Jury, Bijitsu Chingikai - Japon
- 2007 - Médaille d'or et diplôme de peinture du Grand Prix AIAC de Belgique
- 2004 - Par décision no 279 (du 4 novembre 2004) du conseil municipal, il a été déclaré citoyen d'honneur de Pleven.

## Sources
- Membres de l'Union des artistes bulgares
- Artistes, membres de SBH Pleven Архив на оригинала от   </link>
- Citoyens honoraires et méritants de Pleven
- L'artiste Christo Vatchev est devenu membre d'un musée américain Архив на оригинала от   </link>
- Page personnelle de l'artiste Christo Vatchev